# Holtesch
De Holtesch is een 13 hectare grote eeuwenoude es bij het dorp Hooghalen, ten oosten van de Oude Provincialeweg en de spoorlijn Meppel - Groningen. Acht hectare landbouwgrond ervan zijn sinds 2020 eigendom van de coöperatie Land van Ons. De Holtesch is aangewezen als schakel in Natuurnetwerk Nederland. 

## Geologie
De ondergrond van de Holtesch werd gevormd tijdens het Saalien, toen Noordwest-Europa bedekt was met landijs dat keien en zand uit andere streken meevoerde. Hierbij werd het huidige Drents Plateau gevormd. Tijdens het interglaciaal vormde de smeltende landijs vele oerstroombeekdalen zoals De Hunze en de Drentse Aa die tijdens de laatste ijstijd het Weichselien opgevuld werden met zand. Gedurende het warme Holoceen ontstond in geheel West-Europa hoogveen dat door de stijgende zeespiegel in de loop van honderden jaren weggeslagen werd.
De Holtesch bestaat uit vruchtbare podzolgronden en deels uit vruchtbare hoge zwarte enkeerdgronden, alle bestaand uit leemarm en (zwak) lemig fijn zand. Enkeerdgronden zijn in de volksmond bekend als 'esgronden'. Het land is in gebruik als grasland en akkerbouwland. De grond is voor alle teelten geschikt. Het SBB-bosperceel 'Heuvingerzand' dat deel uit maakt van Nationale park Drentsche Aa grenst aan oostkant van de Holtesch.

## Afbeeldingen

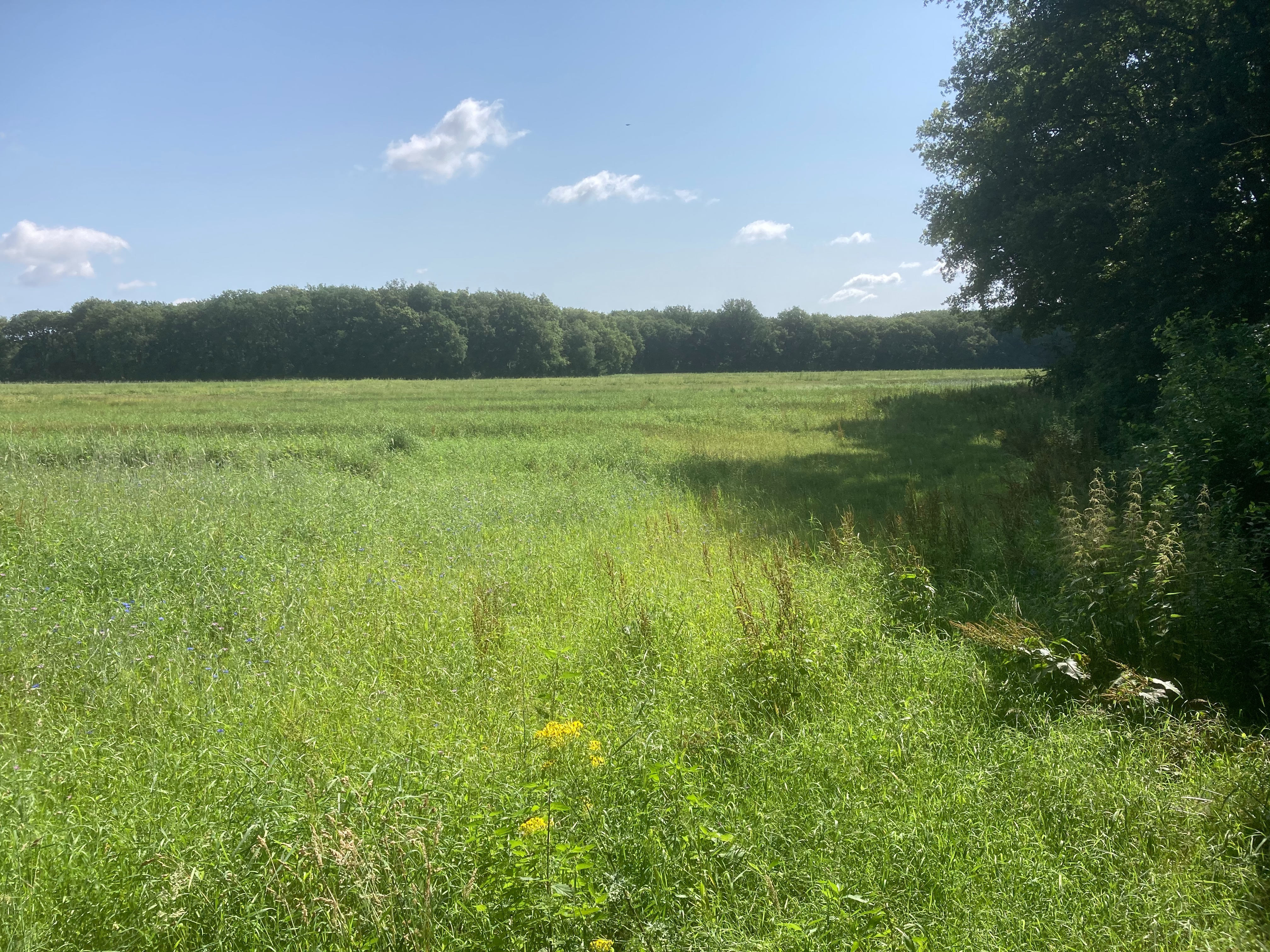
Zicht over de Holtesch vanaf het einde van de Zwiggelterweg
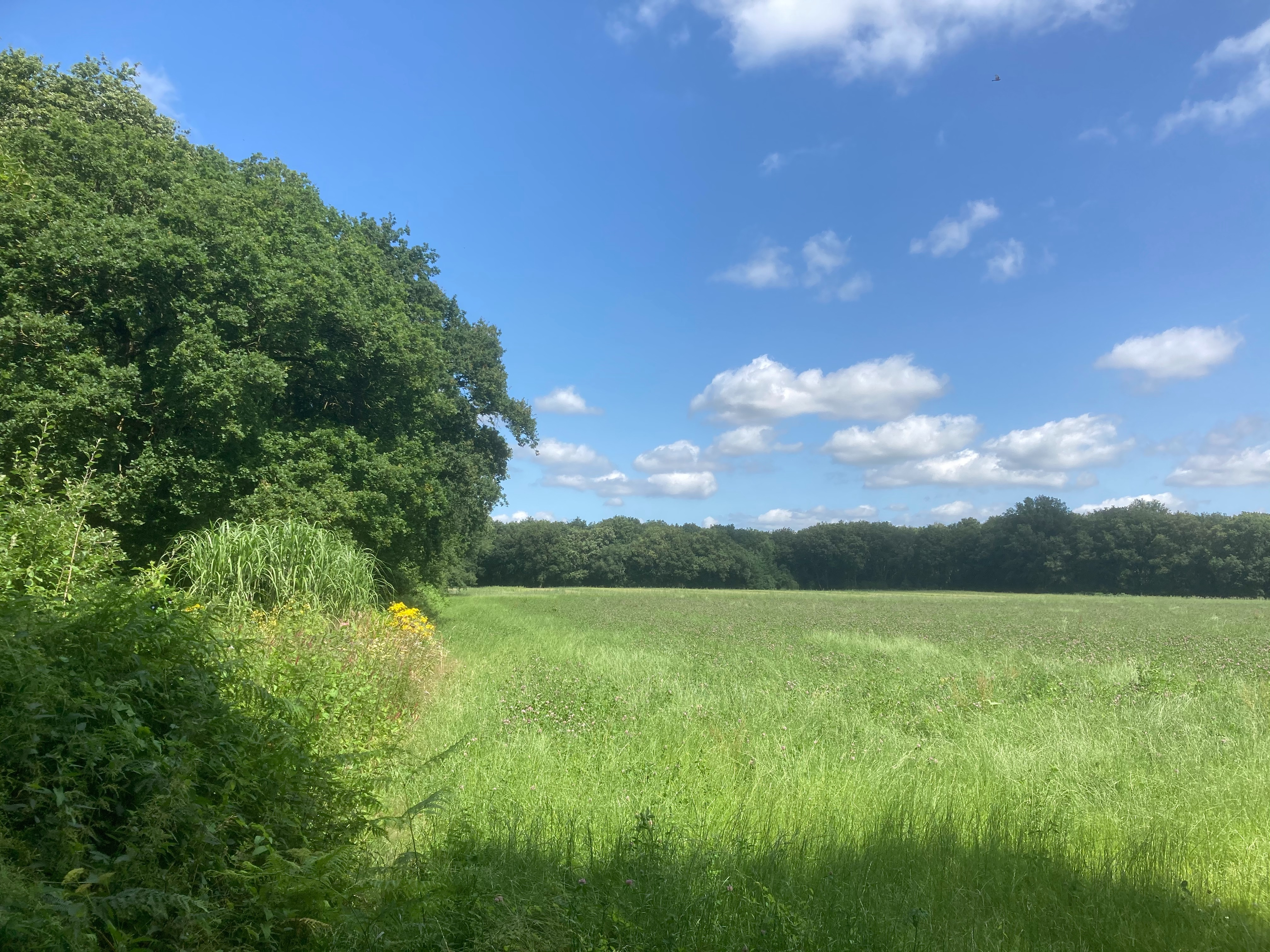
Zicht vanaf het einde van de toegangsweg naar landgoed Heuvingshof
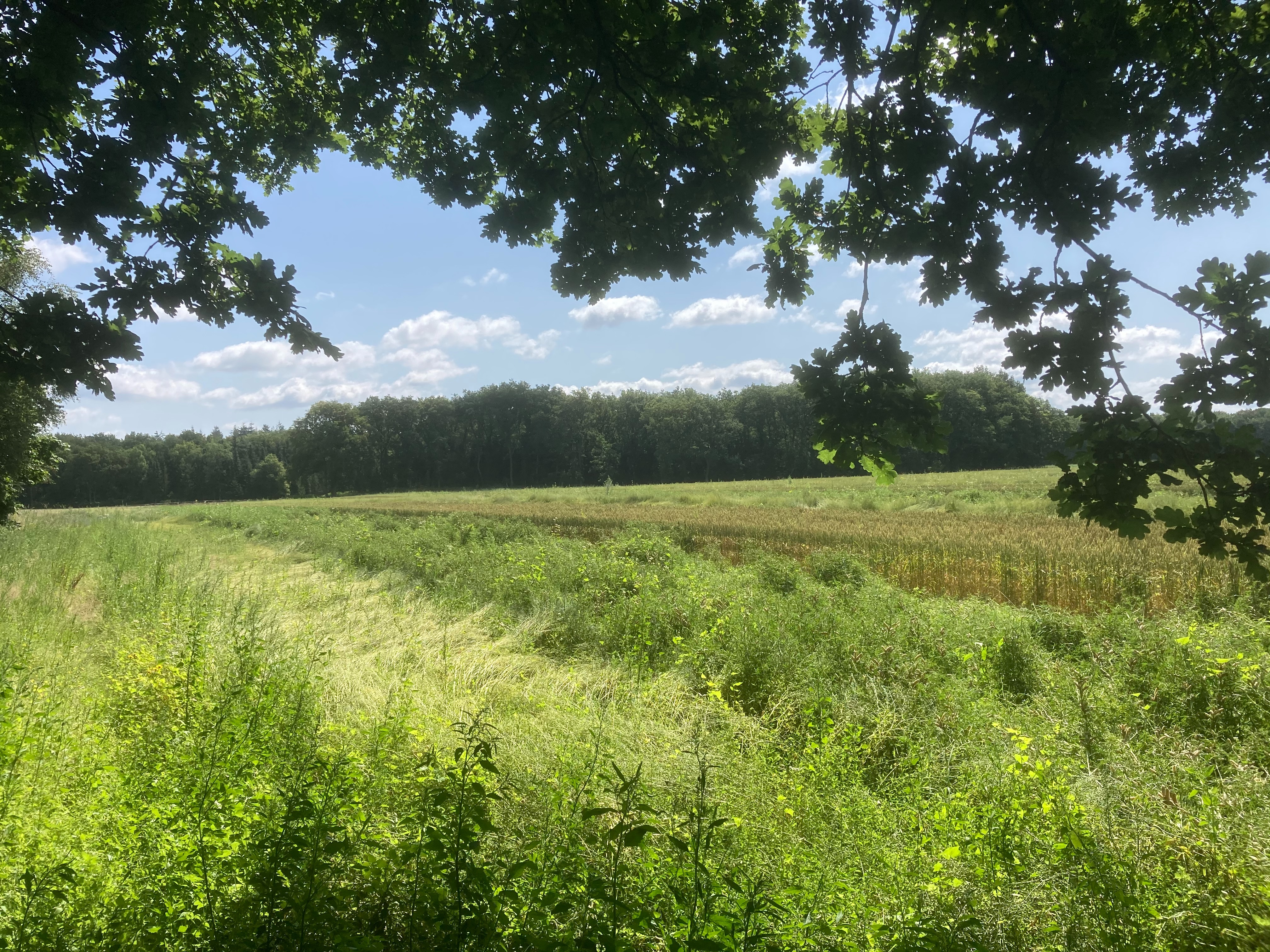
Uitzicht richting SBB natuurgebied Heuvingerzand